# Романизация

Пример того как севернокитайский язык, как и многие другие языки, можно латинизировать разными способами; Надпись — Гоюй: традиционные и упрощённые китайские иероглифы, а также Ханью Пиньинь, Гоюй ломацзы, Уэйд-Джайлз и Йельская система романизации.

Романиза́ция или латиниза́ция — передача нелатинской письменности в латинскую письменность. Передача названий обеспечивается, главным образом, двумя различными способами: транскрипцией и транслитерацией.

## Романизация по алфавитам
Арабский
- Романизация арабского письма
  - Передача арабского письма латиницей
  - Арабский интернет-транслит

Армянский
- Романизация армянского алфавита

Белорусский
- Система BGN/PCGN (американско-британская система).
- «Инструкция по транслитерации географических названий Республики Беларусь буквами латинского алфавита».
- Международный стандарт ISO 9 и его национальная версия.
- Система библиотеки Конгресса США.
- Лацинка

Болгарский
- Обтекаемая система романизации болгарского языка
- Транслитерация болгарского алфавита латиницей

Греческий
- Греклиш
- Романизация греческого алфавита[англ.]

Грузинский
- Романизация грузинского письма

Деванагари
- Транслитерация индийского письма латиницей

Иврит
- Романизация иврита[англ.]

Китайский
- Системы транскрипции китайских иероглифов

Севернокитайский
- Ханью Пиньинь
- Тунъюн-пиньинь
- Уэйд—Джайлз
- Йельская система романизации[англ.]
- Гоюй ломацзы
- Китайский латинизированный алфавит

Кантонский
- Ютпхин
- Пиньинь для стандартного кантонского
- Гонконгская традиционная система романизации

Южноминьский
- Пэвэдзи
- Тайло

Корейский
- Романизация корейского языка
- Романизация Маккьюна — Райшауэра
- Новая романизация

Русский
- Транслитерация русского алфавита латиницей
- ISO 9

Тайский
- Романизация тайского языка[англ.]

Тибетский
- Тибетский пиньинь

Лаосский
- Романизация лаосского языка

Кхмерский
- Романизация кхмерского языка[англ.]

Бирманский
- Транскрипционная система MLC

Мальдивский
- Дивехи летин

Украинский
- Транслитерация украинского алфавита латиницей
- Украинская латиница

Фарси
- Романизация Фарси[англ.]

Японский
- Ромадзи